# 雨丝蜑螺
雨丝蜑螺（学名： or ），水族界稱為斑馬螺、皇冠斑馬螺，是蜑螺科河蜑螺属的一种。主要分布于越南(Khanh Hoa、 Da Nang)、台湾，常栖息在河口红树林地区，學名常誤用成納塔爾蜑螺（Neritina natalensis）的，導致兩品種上的混淆，此種只被分布在非洲沿海平原肯亞、莫桑比克、索馬利亞、南非、坦桑尼亚等地。